# جستن روس
جستن بيتر روس (بالإنجليزية: Justin Peter Rose)‏ هو لاعب غولف إنجليزي بريطاني ولد في يوم 30 يوليو 1980 في مدينة جوهانسبرغ في جنوب أفريقيا، فاز بعدة بطولات عالمية حول العالم، أما أبرز إنجازاته هو فوزه بالميدالية الذهبية في دورة الألعاب الأولمبية الصيفية 2016 بعد عدوة منافسات الغولف لها بعد غياب لأكثر من 100 سنة عنها.

## روابط خارجية
- جستن روس على موقع رابطة لاعبي الغولف المحترفين (الإنجليزية)
- جستن روس على موقع رابطة أوروبا للاعبي الغولف المحترفين (الإنجليزية)
- جستن روس على موقع رابطة اليابان للاعبي الغولف المحترفين (الإنجليزية)
- جستن روس على موقع التصنيف العالمي الرسمي للغولف (الإنجليزية)
- جستن روس على موقع أوليمبيديا (الإنجليزية)
- جستن روس على موقع اللجنة الأولمبية البريطانية (الإنجليزية)